# Opština Zvečan
Opština Zvečan (albanska: Komuna e Zveçanit, serbiska: Општина Звечан, Zvečan, Звечан, albanska: Zveçan) är en kommun i Kosovo. Den ligger i den norra delen av landet, 50 km nordväst om huvudstaden Priština.